# Sebastiano Zerbino
Don Sebastiano Zerbino (Carpeneto, 24 settembre 1838 – Molare, 10 agosto 1910) è stato un presbitero italiano fondatore dell'Istituto religioso delle Figlie di Maria Immacolata sotto il patrocinio di San Giuseppe.

## Biografia
Figlio di Giovanni Battista Zerbino e Antonia Ivaldi, era il quarto di cinque fratelli.
Dopo aver ricevuto l'ordinazione sacerdotale nella Cattedrale di Acqui il 21 marzo 1863, entrò nella Congregazione dei sacerdoti missionari diocesani e ricevette l'incarico di vice parroco al fianco del fratello Biagio Antonio che era arciprete a Molare. Per tutta la vita ricoprì il ruolo di coadiutore parrocchiale e di missionario diocesano.
Nel 1874 fondò la Congregazione delle Figlie di Maria Immacolata sotto il patrocinio di San Giuseppe perché si occupassero dell'assistenza religiosa e morale di bambini e giovani.
Morì a Molare il 10 agosto 1910. Dal 1959 il suo corpo riposa a Molare, nella Cappella della Casa Madre dell'istituto di suore da lui fondato.

## Causa di Beatificazione e Canonizzazione
Don Sebastiano Zerbino è stato nominato Servo di Dio.
All'inizio del dicembre 2000 monsigor Livio Maritano, vescovo di Acqui Terme diede inizio all'iter per la Beatificazione e la Canonizzazione di Sebastiano Zerbino. Il 7 maggio 2002 monsignor Pier Giorgio Micchiardi, continuando quanto avviato dal predecessore, insediò il tribunale per dare inizio alla causa. Il processo diocesano venne chiuso a Molare nel settembre 2002.
La Causa di Beatificazione e Canonizzazione passò alla fase Pontificia e venne presa in carico dalla Postulazione Generale Passionista.